# Great Falls (Montana)
Great Falls es una ciudad ubicada en el condado de Cascade en el estado estadounidense de Montana. En el Censo de 2020 tenía una población de 60,442 habitantes y una densidad poblacional de 1,015.83 personas por km². Se encuentra a la orilla del curso alto del río Misuri. 
Great Falls es la tercera ciudad más poblada del estado de Montana, Estados Unidos. Es la sede de condado del condado de Cascade y la ciudad principal del área metropolitana de Great Falls, que abarca todo el condado.
Great Falls recibió su nombre debido al obstáculo que supusieron las cascadas de la zona para la expedición de Lewis y Clark, que tardó 31 días de arduo trabajo en rodearlas durante la exploración de la compra de la Luisiana. El territorio municipal alberga el Museo C. M. Russell, la Universidad de Great Falls, los Giant Springs (el segundo manantial de agua fresca más grande del mundo), el río Roe (el río más corto del mundo) y el equipo de béisbol Great Falls Voyagers, antiguamente conocido como los Great Falls White Sox.
El periódico local es el Great Falls Tribune. A Great Falls se le conoce como "La ciudad eléctrica" por las cinco presas que generan energía hidroeléctrica en el río Misuri en las cercanías de la ciudad.

## Geografía
Great Falls se encuentra ubicada en las coordenadas 47°30′5″N 111°18′00″O / 47.50139, -111.30000. Según la Oficina del Censo de los Estados Unidos, Great Falls tiene una superficie total de 57,65 km², de la cual 56,44 km² corresponden a tierra firme y (2,1%) 1,21 km² es agua.

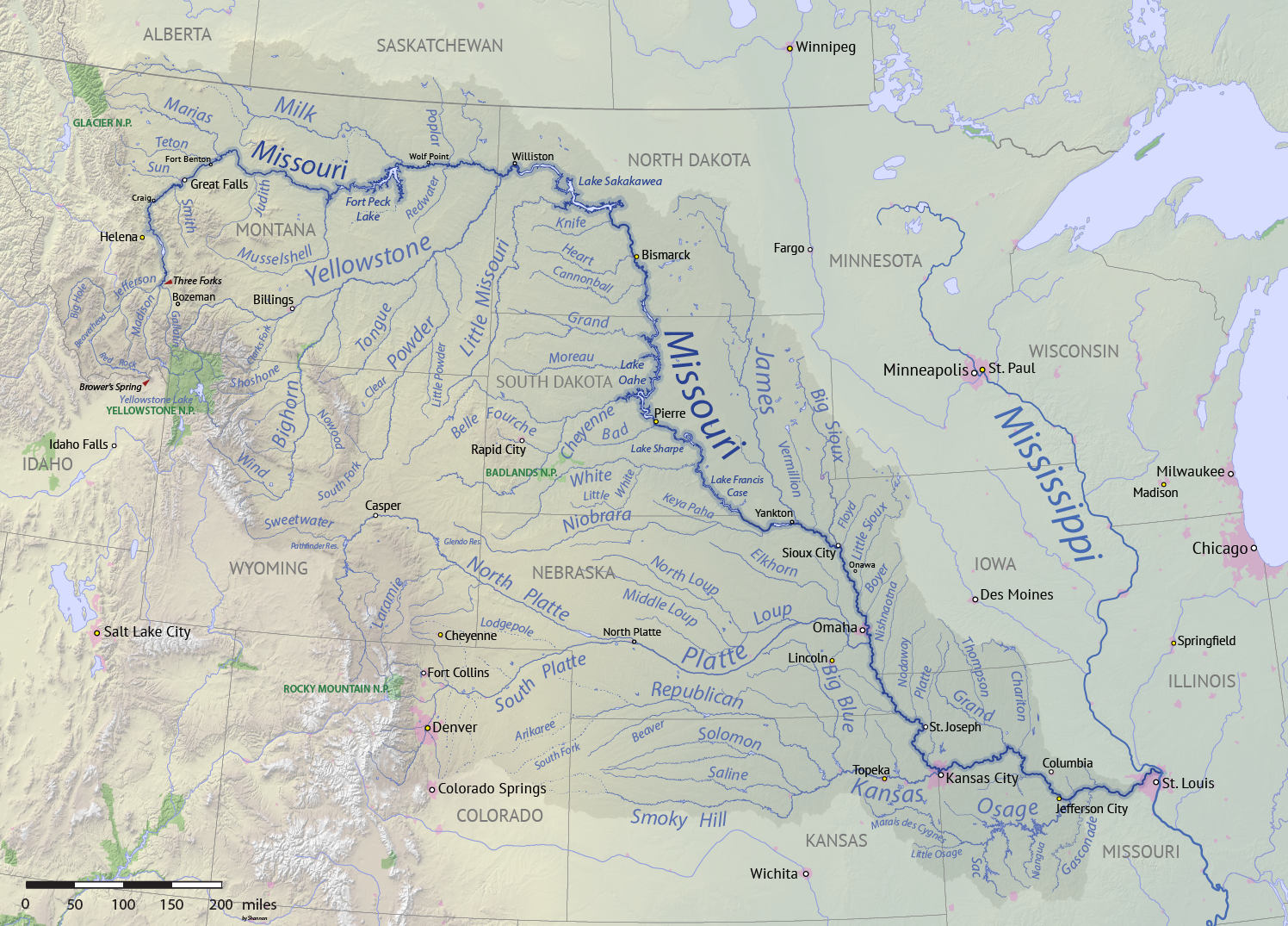
Great Falls en un mapa del río Misuri
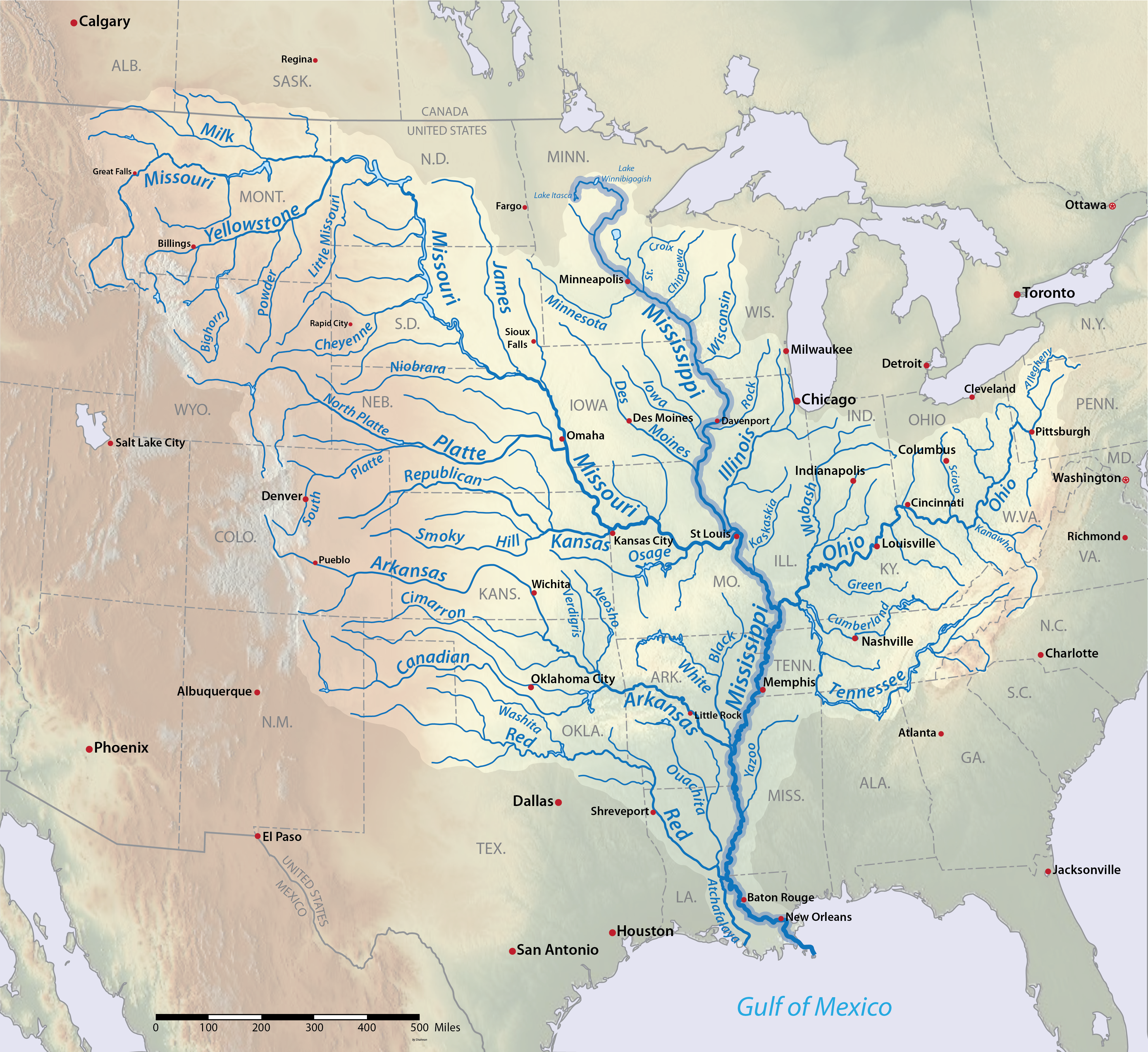
Y en la cuenca del Misisipi

### Clima
| Parámetros climáticos promedio de Great Falls, Montana (Aeropuerto Internacional de Great Falls), normales 1991–2020, extremos 1891–presente | Parámetros climáticos promedio de Great Falls, Montana (Aeropuerto Internacional de Great Falls), normales 1991–2020, extremos 1891–presente | Parámetros climáticos promedio de Great Falls, Montana (Aeropuerto Internacional de Great Falls), normales 1991–2020, extremos 1891–presente | Parámetros climáticos promedio de Great Falls, Montana (Aeropuerto Internacional de Great Falls), normales 1991–2020, extremos 1891–presente | Parámetros climáticos promedio de Great Falls, Montana (Aeropuerto Internacional de Great Falls), normales 1991–2020, extremos 1891–presente | Parámetros climáticos promedio de Great Falls, Montana (Aeropuerto Internacional de Great Falls), normales 1991–2020, extremos 1891–presente | Parámetros climáticos promedio de Great Falls, Montana (Aeropuerto Internacional de Great Falls), normales 1991–2020, extremos 1891–presente | Parámetros climáticos promedio de Great Falls, Montana (Aeropuerto Internacional de Great Falls), normales 1991–2020, extremos 1891–presente | Parámetros climáticos promedio de Great Falls, Montana (Aeropuerto Internacional de Great Falls), normales 1991–2020, extremos 1891–presente | Parámetros climáticos promedio de Great Falls, Montana (Aeropuerto Internacional de Great Falls), normales 1991–2020, extremos 1891–presente | Parámetros climáticos promedio de Great Falls, Montana (Aeropuerto Internacional de Great Falls), normales 1991–2020, extremos 1891–presente | Parámetros climáticos promedio de Great Falls, Montana (Aeropuerto Internacional de Great Falls), normales 1991–2020, extremos 1891–presente | Parámetros climáticos promedio de Great Falls, Montana (Aeropuerto Internacional de Great Falls), normales 1991–2020, extremos 1891–presente | Parámetros climáticos promedio de Great Falls, Montana (Aeropuerto Internacional de Great Falls), normales 1991–2020, extremos 1891–presente |
| Mes | Ene. | Feb. | Mar. | Abr. | May. | Jun. | Jul. | Ago. | Sep. | Oct. | Nov. | Dic. | Anual |
| --- | --- | --- | --- | --- | --- | --- | --- | --- | --- | --- | --- | --- | --- |
| Temp. máx. abs. (°C) | 19.4 | 21.1 | 25.6 | 31.7 | 37.8 | 38.9 | 41.7 | 41.1 | 38.9 | 32.8 | 24.4 | 20.6 | 41.7 |
| Temp. máx. media (°C) | 1.8 | 2.8 | 7.8 | 12.7 | 18.1 | 22.7 | 29.1 | 28.4 | 22.1 | 13.9 | 6.5 | 2 | 14 |
| Temp. media (°C) | -3.8 | -3.2 | 1.2 | 5.8 | 10.8 | 15.2 | 19.9 | 19.3 | 14 | 7.1 | 0.9 | -3.3 | 7 |
| Temp. mín. media (°C) | -9.4 | -9.2 | -5.5 | -1.2 | 3.6 | 7.7 | 10.8 | 10.2 | 6 | 0.3 | -4.7 | -8.7 | 0 |
| Temp. mín. abs. (°C) | -42.2 | -45 | -35.6 | -23.3 | -11.1 | -0.6 | 1.7 | -1.1 | -12.2 | -23.9 | -31.7 | -41.7 | -45 |
| Precipitación total (mm) | 14 | 15 | 17.3 | 43.9 | 61.7 | 69.1 | 31.2 | 31 | 33.8 | 27.2 | 17.3 | 13.5 | 374.9 |
| Nevadas (cm) | 23.4 | 25.7 | 25.7 | 23.9 | 4.8 | 0.8 | 0 | 0.8 | 2 | 13.2 | 23.4 | 24.4 | 167.9 |
| Días de precipitaciones (≥ 0.2 mm) | 6.9 | 8.2 | 8.1 | 10.0 | 11.3 | 11.8 | 7.1 | 6.8 | 7.1 | 7.4 | 6.5 | 6.5 | 97.7 |
| Días de nevadas (≥ 0.2 cm) | 7.4 | 8.1 | 6.8 | 4.6 | 1.4 | 0.2 | 0.0 | 0.1 | 0.2 | 3.3 | 6.1 | 7.1 | 45.3 |
| Horas de sol | 125.1 | 151.7 | 237.5 | 245.7 | 286.6 | 316.5 | 377.4 | 330.8 | 254.4 | 200.4 | 124.8 | 105.4 | 2756.3 |
| Fuente n.º 1: NOAA (horas de sol 1961–1990)                                                                                                  | | | | | | | | | | | | | |
| Fuente n.º 2: NOAA | | | | | | | | | | | | | |

## Demografía
Según el censo de 2010, había 58505 personas residiendo en Great Falls. La densidad de población era de 1.014,87 hab./km². De los 58505 habitantes, Great Falls estaba compuesto por el 88.48% blancos, el 1.05% eran afroamericanos, el 5.03% eran amerindios, el 0.89% eran asiáticos, el 0.13% eran isleños del Pacífico, el 0.62% eran de otras razas y el 3.79% pertenecían a dos o más razas. Del total de la población el 3.38% eran hispanos o latinos de cualquier raza.

## Personas notables que han vivido en Great Falls
- Tera Patrick, actriz, directora y productora porno.
- Ryan Leaf, jugador de fútbol americano.
- Wallace Stegner, historiador, novelista y escritor de relatos breves.
- Phil Jackson, exjugador y entrenador de baloncesto.